# Iperpnea
L'iperpnea è l'aumento della profondità degli atti respiratori rispetto alla norma.

## Descrizione
Nel soggetto adulto a riposo, ad ogni atto respiratorio fluiscono circa 500 cc d'aria (tale valore è detto volume corrente). In caso di iperpnea, il valore del volume corrente aumenta, portando ad un aumento della ventilazione polmonare (prodotto del volume corrente per la frequenza respiratoria).
Si osserva fisiologicamente al termine di uno sforzo fisico, in quanto l'aumento della ventilazione polmonare migliora l'ossigenazione del sangue.
L'Iperpnea non è da confondere con la dispnea che è invece un respiro difficoltoso e affannoso nel soggetto che non riesce a ventilare sufficientemente i polmoni e di conseguenza a ossigenare adeguatamente i globuli rossi del sangue.